# Jonas Falk (kyrkoherde)
Jonas Falk, född 3 december 1717 i Tryserums socken, död 22 juli 1783 i Västra Ny socken, var en svensk präst.

## Biografi
Jonas Falk  föddes 1717 i Tryserums socken och var son till kyrkoherden Nicolaus Falk och Anna Stridelius. Falk blev höstterminen 1735 student vid Uppsala universitet och prästvigdes 10 juni 1742 till huspredikant i Fågelvik. Han blev 4 november 1761 komminister i Löts församling, tillträdde 1762 och tog pastoralexamen 15 maj 1771. Falk blev 28 juni 1775 kyrkoherde i Vallerstads församling och tillträdde 1776. Han avled 1783 vid Medevi i Västra Ny socken.

### Familj
Falk gifte sig första gången 7 april 1743 med Fredrica Eleonora Nieroth (1719–1749) som var dotter till majoren Reinhold Nieroth och Hedvig Ulrica Creutz. De fick tillsammans barnen Annika Falk (1744–1744), Nicolaus Falk (1745–1746), Arvid Adam Falk (född 1747) och Anna Helena Falk (1749–1749). Falk gifte sig andra gången 26 juni 1750 med Eva Elisabeth Ollman (1730–1780) som var dotter till inspektoren Axel Ollman och Elisabeth de Try. De fick tillsammans barnen lantbrukaren Nils Axel Falk (1752–1827) på Väsby i Kullerstads socken, Helena Falk (1753–1753), Eva Christina Falk (1755–1820) som var gift med inspektoren P. Sundberg i Skåne, Johan Daniel Falk (1756–1760), Jonas Peter Falk (1757–1757), Adam Henric Falk (1758–1760), Fredrica Eleonora Falk (1759–1761), Maja Lisa Falk (född 1761) som var gift med tingsskrivaren Anders Bohman i Kisa socken, Fredrica Catharina Falk (1762–1763), Anna Charlotta Falk som var gift med komministern O. Lindgren i Vallerstads församling, Fredrica Eleonora Falk (1764–1833), Catharina Margareta Falk (1765–1819) som var gift med stadstjänaren Petter Larsson i Skänninge, garvaren Carl Otto Falk (1767–1849) i Hannäs socken, vagnmakaren Johan Lorentz Falk (1769–1841) i Kimstads socken och notarien Bengt Gustaf Falk (1770–1797) vid Svea hovrätt.